# Ceropegia stenoloba
Ceropegia stenoloba là một loài thực vật có hoa trong họ La bố ma. Loài này được Hochst. ex Chiov. mô tả khoa học đầu tiên năm 1912.